# Hôtel de Villiers
L'Hôtel de Villiers, puis de Contades, est un hôtel particulier du XVIIIe siècle situé 9 rue Saint-Georges, dans la ville d'Angers, en Maine-et-Loire.